# Каманина, Полина Вячеславовна
Поли́на Вячесла́вовна Кама́нина (8 июня 1974, Ленинград) — российская актриса театра и кино, сценарист.

## Биография
Родилась 8 июня 1974 года в Ленинграде. В 1996 году окончила факультет актёрского искусства и режиссуры Санкт-Петербургской государственной академии театрального искусства, мастерская профессора В. В. Петрова.
Работала в театрах Санкт-Петербурга — «Лицедеи», «Мимигранты», «Приют комедианта», студии Вениамина Фильштинского.
Приобрела популярность как комедийная актриса, после участия в юмористических программах Юрия Гальцева.
Автор сценария двух серий телесериала «Лабиринты разума» (серии «Дверь» и «Курьер», 2006 год).

## Фильмография
| Год       |     | Название                               | Роль                                           |
| --------- | --- | -------------------------------------- | ---------------------------------------------- |
| 1997—2010 | с   | Улицы разбитых фонарей                 | Любовь Михайловна (1997-1998), Заточная (2010) |
| 1999      | с   | Агент национальной безопасности        | Машенька, девушка в тире                       |
| 1999      | с   | В зеркале Венеры                       | Ольга                                          |
| 1999      | ф   | Синема, синема, или неотвратимая весна | Имя персонажа не указано                       |
| 2000      | ф   | Сиреневые сумерки                      | Мария, дочь профессора                         |
| 2000      | ф   | Четырнадцать цветов радуги             | Наталия                                        |
| 2001      | кор | Вальс                                  | Имя персонажа не указано                       |
| 2003      | с   | Мангуст                                | Наталья, администратор игорного зала           |
| 2004      | с   | Легенда о Тампуке                      | эпизод                                         |
| 2004      | мф  | Щелкунчик                              | Имя персонажа не указано                       |
| 2005      | ф   | Город без солнца                       | Карина                                         |
| 2005      | ф   | Изгнанник                              | медсестра                                      |
| 2005      | с   | Господа присяжные                      | Вера Засулич                                   |
| 2005      | с   | Пари                                   | Мила                                           |
| 2005      | с   | Лабиринты разума                       | Донна                                          |
| 2006      | с   | Опера. Хроники убойного отдела         | Валентина                                      |
| 2007      | с   | Пером и шпагой                         | эпизод                                         |
| 2007      | с   | Тени прошлого                          | Лиля                                           |
| 2008      | с   | Я телохранитель. Телохранитель Каина   | Полина Шлиман                                  |
| 2009      | с   | Брачный контракт                       | Светлана                                       |
| 2010      | с   | Литейный                               | Валя                                           |
| 2010      | ф   | Пропавший без вести                    | Нина                                           |
| 2011      | кор | Клятва Гиппократа                      | врач                                           |
| 2016      | ф   | Послушание                             | Имя персонажа не указано                       |

## Роли в театре

### Театр Сатиры на Васильевском
- 2000 — «Закликухи», по пьесе Светланы Свирко — Баба в белом[6]

### Универсальный Театр Юрия Гальцева «УТЮГ»
- 2001 — «Абалдеть» — Настенька[7]